# Blue Scout Junior

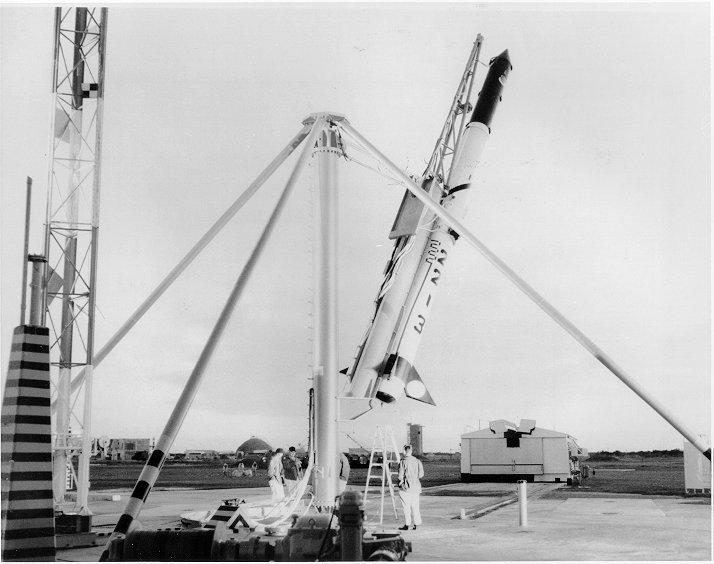
Eine Blue Scout Junior in Startposition

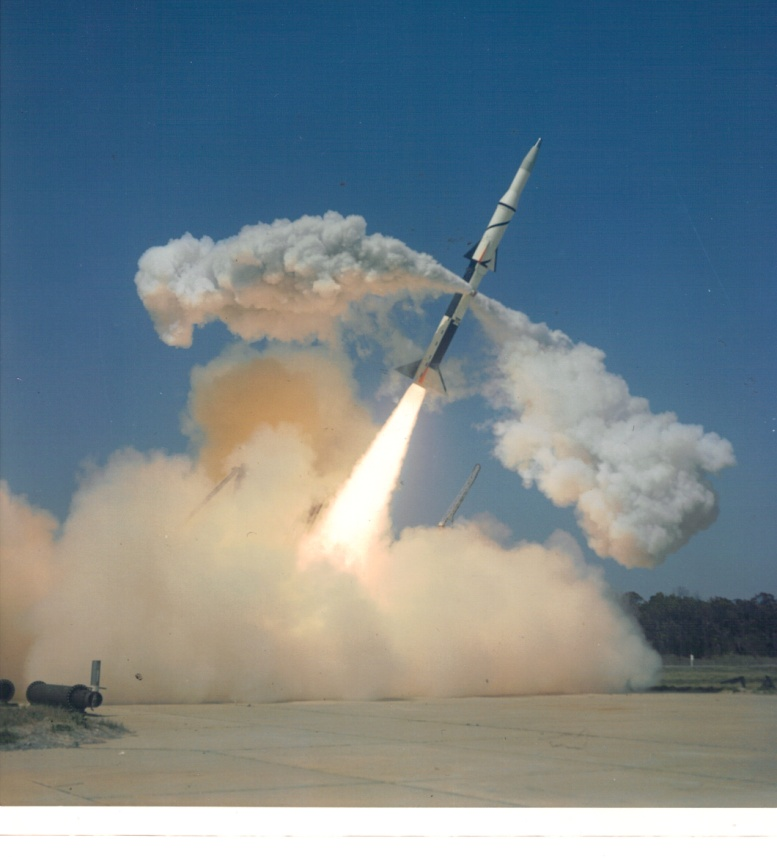
Eine RAM-B-Rakete beim Start

Die Blue-Scout-Junior-Rakete war eine drei- oder vierstufige US-amerikanische Höhenforschungsrakete der US Air Force, deren Entwicklung von der militärischen Blue-Scout-Version der Scout-Rakete abgeleitet war. Die Rakete basierte auf dem Castor-Raketenmotor.
Eine abgewandelte dreistufige Version wurde von der NASA unter der Bezeichnung RAM-B dreimal eingesetzt.
Die Rakete konnte bei suborbitalen Flügen Höhen bis zu 200 km erreichen, womit die Blue Scout Junior die Höhenforschungsrakete mit der bislang größten Gipfelhöhe war. Starts fanden sowohl von Cape Canaveral als auch von der Vandenberg Air Force Base aus statt. Zivile Flüge der NASA wurden von der Wallops Flight Facility aus durchgeführt.
Neben technologischen Experimenten diente die Blue Scout Junior SLV-1C auch als Notfallkommunikationssystem (ERCS, Emergency Rocket Communication System) für die US-amerikanischen Streitkräfte. Dieses System war von 1963 bis 1967 auf drei Basen in Nebraska einsatzbereit, bis es von modifizierten Minuteman-II-Raketen abgelöst wurde.

## Versionen
| Rakete                     | Stufen | 1. Stufe | 2. Stufe   | 3. Stufe | 4. Stufe |
| -------------------------- | ------ | -------- | ---------- | -------- | -------- |
| Blue Scout Jr. SLV-1B      | 4      | Castor-1 | Antares-1A | Alcor    | Cetus    |
| Blue Scout Jr. SLV-1B mod. | 3      | Castor-1 | Antares-1A | Alcor    | -        |
| Blue Scout Jr. SLV-1C      | 3      | Castor-1 | Antares-1A | Altair   | -        |
| RAM-B                      | 3      | Castor-1 | Antares-1A | Alcor    | -        |

## Startliste
| Nr. | Startdatum (UTC)          | Raketentyp                   | Ser.-Nr. | Startplatz | Missionsziel/Nutzlast           | Anmerkungen                                                                |
| --- | ------------------------- | ---------------------------- | -------- | ---------- | ------------------------------- | -------------------------------------------------------------------------- |
| 1   | 21. September 1960, 13:01 | Blue Scout Jr. SLV-1B        | D-1      | CC LC-18A  | Strahlungsforschungsmission     | Teilerfolg, da keine Daten empfangen wurden. Missionsbezeichnung: HETS D-1 |
| 2   | 8. November 1960, 13:18   | Blue Scout Jr. SLV-1B        | D-2      | CC LC-18A  | Strahlungsforschungsmission     | Fehlschlag; Missionsbezeichnung: HETS D-2                                  |
| 3   | 17. August 1961, 14:29    | Blue Scout Jr. SLV-1B        | O-1      | CC LC-18A  | Strahlungsforschungsmission     | Missionsbezeichnung: HETS O-1                                              |
| 4   | 4. Dezember 1961, 04:00   | Blue Scout Jr. SLV-1B        | O-3      | Va LC-A    | Strahlungsforschungsmission     | Missionsbezeichnung: HETS O-3                                              |
| 5   | 31. Mai 1962, 17:08       | Blue Scout Jr. SLV-1C        | 102      | Va LC-A    | ERCS-Mission 1                  | Missionsbezeichnung: Beanstalk 1                                           |
| 6   | 24. Juli 1962, 17:29      | Blue Scout Jr. SLV-1C        | 101      | Va LC-A    | ERCS-Mission 2                  | Missionsbezeichnung: Beanstalk 2                                           |
| 7   | 21. September 1962        | RAM-B                        |          | WFF LC-4   | Wiedereintrittsmission          | Fehlschlag; Missionsbezeichnung: RAM-B 1                                   |
| 8   | 21. November 1962, 18:20  | Blue Scout Jr. SLV-1C        | 201      | Va LC-A    | ERCS-Mission 3                  | Missionsbezeichnung: Beanstalk 3                                           |
| 9   | 19. Dezember 1962         | Blue Scout Jr. SLV-1B (mod.) | 21-1     | Va LC-A    | Ionentriebwerk-Testmission      | Missionsbezeichnung: Ion Engine Test A                                     |
| 10  | 2. Februar 1963, 06:56    | Blue Scout Jr. SLV-1C        | 202      | Va LC-A    | ERCS-Mission 4                  | Missionsbezeichnung: Beanstalk 4                                           |
| 11  | 14. März 1963, 01:01      | Blue Scout Jr. SLV-1C        | 203      | Va LC-A    | ERCS-Mission 5                  | Missionsbezeichnung: Beanstalk 5                                           |
| 12  | 17. Mai 1963, 23:00       | Blue Scout Jr. SLV-1C        | 301      | Va LC-A    | ERCS-Mission 6                  | Missionsbezeichnung: Beanstalk 6                                           |
| 13  | 28. Mai 1963, 18:59       | RAM-B                        |          | WFF LC-4   | Wiedereintrittsmission          | Missionsbezeichnung: RAM-B 2                                               |
| 14  | 30. Juli 1963, 16:16      | Blue Scout Jr. SLV-1B        | AD-622   | CC LC-18A  | Radioastronomiemission          | Missionsbezeichnung: OAR 22-1                                              |
| 15  | 17. Dezember 1963         | Blue Scout Jr. SLV-1C        | 302      | Va LC-A    | ERCS-Mission 7                  | Missionsbezeichnung: Beanstalk 7                                           |
| 16  | 13. März 1964             | Blue Scout Jr. SLV-1B (mod.) | AD-623   | CC LC-18A  | Erforschung der Magnetosphäre   | Fehlstart; Missionsbezeichnung: OAR 22-2                                   |
| 17  | 10. April 1964            | RAM-B                        |          | WFF LC-4   | Wiedereintrittsmission          | Missionsbezeichnung: RAM-B 3                                               |
| 18  | 29. August 1964, 09:36    | Blue Scout Jr. SLV-1B (mod.) | 21-2     | Va LC-A    | Ionentriebwerk-Testmission      | Missionsbezeichnung: Ion Engine Test B                                     |
| 19  | 22. Dezember 1964, 04:00  | Blue Scout Jr. SLV-1B (mod.) | 21-3     | Va LC-A    | Ionentriebwerk-Testmission      | Fehlschlag; Missionsbez.: Ion Engine Test C                                |
| 20  | 28. Januar 1965, 12:51    | Blue Scout Jr. SLV-1B        | 22-3     | CC LC-18A  | Erforschung der Magnetosphäre   | Fehlstart; Missionsbezeichnung: OAR 22-3                                   |
| 21  | 30. März 1965             | Blue Scout Jr. SLV-1B        | 22-4     | CC LC-18A  | Erforschung der Magnetosphäre   | Missionsbezeichnung: OAR 22-4                                              |
| 22  | 9. April 1965, 18:10      | Blue Scout Jr. SLV-1B        | 22-9     | CC LC-18A  | Erforschung kosmischer Strahlen | Missionsbezeichnung: OAR 22-9                                              |
| 23  | 12. Mai 1965, 16:00       | Blue Scout Jr. SLV-1B        | 22-8     | CC LC-18A  | Erforschung der Magnetosphäre   | Missionsbezeichnung: OAR 22-8                                              |
| 24  | 9. Juni 1965              | Blue Scout Jr. SLV-1B        | 22-5     | CC LC-18A  | Erforschung kosmischer Strahlen | Missionsbezeichnung: OAR 22-5                                              |
| 25  | 25. November 1970         | Blue Scout Jr. SLV-1C        | 22.208   | WFF LC-4   | UV-Strahlen-Forschung           |                                                                            |